# Deichtire
 (août 2025).
Deichtire (parfois orthographié Dechtine) est un personnage de la mythologie celtique irlandaise. Son nom signifierait « droiture ». 
Ses parents sont Maga, fille d'Oengus, et Cathbad, le druide, conseiller de son frère. Sœur du roi Conchobar Mac Nessa, elle lui sert aussi de cocher. Elle épouse Fergus Mac Roeg, roi d'Ulster détrôné par Ness au profit de Conchobar.
D'après le récit Compert ConCulaind (Conception de Cúchulainn), lors d’un voyage dans le sidh, elle a des relations incestueuses avec le roi. Elle accouche à trois reprises d’un enfant, qui est appelé Setanta. Les parents divins de l'enfant sont le dieu Lug et Eithne ; à l'âge de cinq ans il sera renommé Cúchulainn.